# Брюне (футбольный клуб)

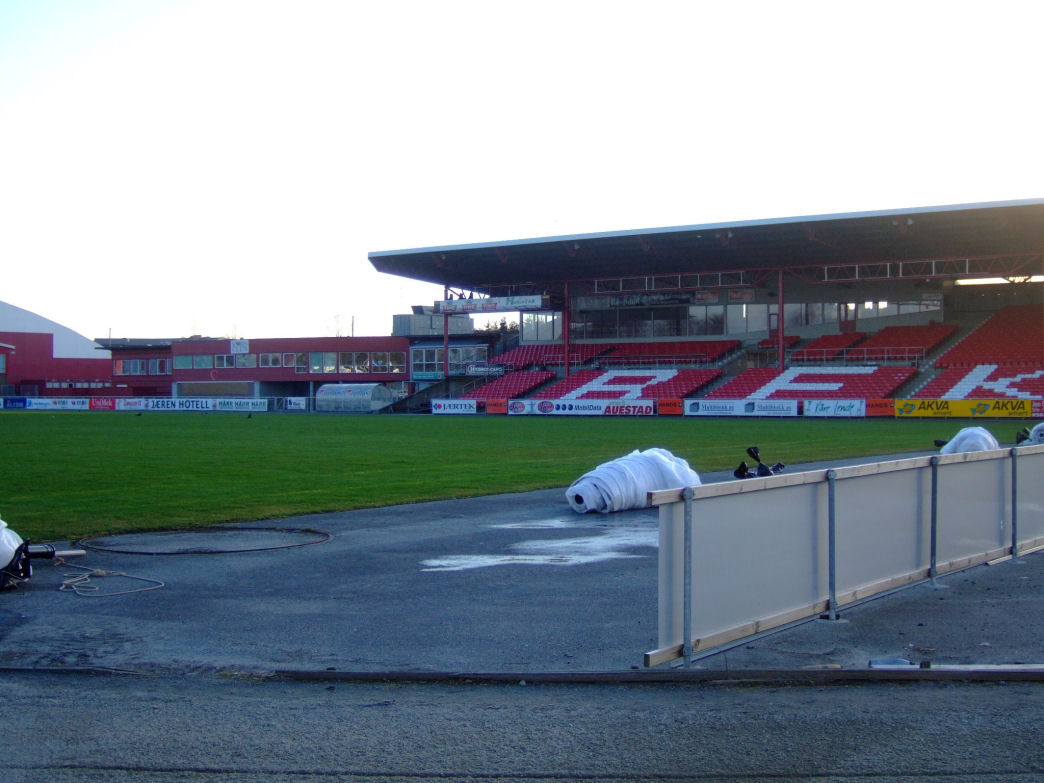
Стадион «Брюне»

«Брюне» (норв. Bryne Fotballklubb) — норвежский футбольный клуб из одноимённого города, выступающий в Адекколиген, втором по силе дивизионе Норвегии. Последний раз в высшем дивизионе Чемпионата Норвегии выступал в 2003 году, всего в высшей лиге провёл 15 сезонов. Основан 10 апреля 1926 года. Домашние матчи проводит на стадионе «Брюне», вмещающем 10 000 зрителей.

## Достижения
- Премьер-лига Норвегии:
  - Вице-чемпион (2): 1980, 1982

- Кубок Норвегии:
  - Обладатель (1): 1987
  - Финалист (1): 2001

## Выступления в еврокубках
| Сезон   | Турнир       | Раунд |              | Клуб           | Счёт     |
| ------- | ------------ | ----- | ------------ | -------------- | -------- |
| 1981/82 | Кубок УЕФА   | 1Р    | Флаг Бельгии | Винтерслаг     | 0:2, 2:1 |
| 1983/84 | Кубок УЕФА   | 1Р    | Флаг Бельгии | Андерлехт      | 0:3, 1:1 |
| 1988/89 | Кубок кубков | К     | Флаг Венгрии | Бекешчаба ЕССК | 0:3, 2:1 |

- К - квалификационный раунд,
- 1Р - первый раунд.